# Hugo Campagnaro
Hugo Armando Campagnaro (* 27. Juni 1980 in Córdoba) ist ein argentinischer Fußballspieler.

## Vereinskarriere

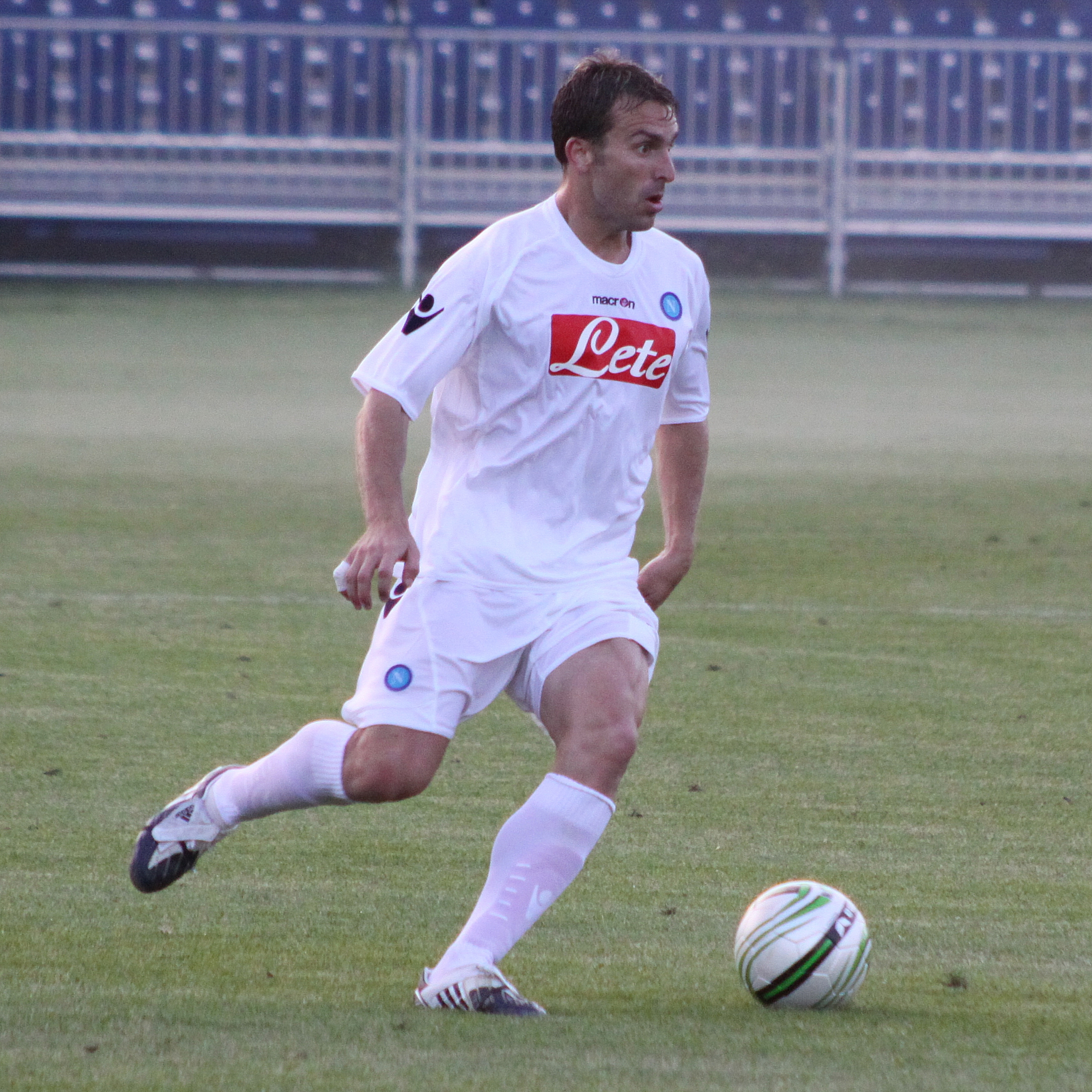
Campagnaro 2009 im Trikot des SSC Neapel

Campagnaro lernte das Fußballspielen in der Jugend von Deportivo Morón in Argentinien als Verteidiger. Im Jahr 2002 kaufte ihn Piacenza Calcio. Er debütierte für die Emilianer am 22. September 2002 in der Serie-A-Partie gegen Udinese Calcio. Am 27. April 2003 erzielte er sein erstes Serie-A-Tor für Piacenza. Nach dem Abstieg in die Serie B blieb Campagnaro dem Verein vier Jahre lang treu, bis er 2007 zu Sampdoria Genua wechselte und beim genuesischen Verein einen auf vier Jahre befristeten Vertrag unterzeichnete.
Am 16. August 2007, dem zweiten Spieltag der UEFA-Pokal-Vorrunde, erzielte er gegen Hajduk Split sein erstes Tor für die Blucerchiati. Bereits nach kurzer Zeit wurde er zu einem Lieblingsspieler der Fans von Sampdoria. Nach einem guten Start in die Saison verletzte sich der Argentinier am 27. Januar 2008 im Ligaspiel gegen Atalanta Bergamo an der rechten Wadenmuskulatur und fiel für mehrere Monate verletzungsbedingt aus. In einem Freundschaftsspiel gegen den FC Chiasso Anfang Juli 2008 verletzte er sich wieder an der rechten Wade und fiel für zwei Monate aus. Erst am 27. November 2008, in der Gruppenphase des UEFA-Pokals gegen den VfB Stuttgart, konnte Campagnaro wieder für Sampdoria Genua auflaufen. Doch Anfang Januar 2009 verletzte er sich erneut an der rechten Wade und pausierte abermals einige Wochen.
Anfang Juli 2009 wechselte Campagnaro zu Sampdorias Ligarivalen SSC Neapel, wo er einen Vertrag bis 2013 unterschrieb. Er debütierte für die Süditaliener am 16. August 2009 im Pokalspiel gegen Salernitana Calcio, die Partie endete mit einem 3:0-Sieg für die Partenopei. Am 21. März 2010 gelang dem Abwehrspieler im Auswärtsspiel beim AC Mailand sein erster Torerfolg für Neapel, die Partie endete mit einem 1:1-Unentschieden. Mit den Süditalienern gewann der Argentinier 2012 die Coppa Italia, wobei er im Finale gegen Juventus Turin über die vollen 90 Minuten am Platz stand. Außerdem wurde er mit Neapel in der Saison 2012/13 italienischer Vizemeister.
Nach dem Auslaufen seines Vertrages bei den Süditalienern wechselte Campagnaro im Sommer 2013 ablösefrei zu Inter Mailand, wo er bis 2015 unterschrieb.
Von 2015 bis 2020 spielte Campagnaro bei Delfino Pescara 1936 und beschloss dann seine Laufbahn.

## Nationalmannschaft
Am 29. Februar 2012 feierte er sein Nationalmannschafts-Debüt für Argentinien, wo er in der Startelf stand und über 90 Minuten durchspielte. Argentinien gewann das Spiel 3:1 durch einen Hattrick von Lionel Messi.

## Erfolge
- Italienischer Pokalsieger: 2011/12
- Vizeweltmeister: 2014
- Aufstieg in die Serie A: 2015/16